# Stormy (lied)
Stormy is een lied uit 1968 van de Amerikaanse band Classics IV. Het is afkomstig van hun album Mamas and Papas/Soul Train en kwam op 26 oktober 1968 de Billboard top 100 binnen waar het de vijfde plaats haalde. In de easy listening-chart kwam het tot #26. In de slotzin van het refrein smeekt de zanger het meisje in kwestie "Bring back that sunny day". Stormy behoort samen met voorganger Spooky en opvolger Traces tot de bekendste nummers van de band.

## Andere uitvoeringen
- In 1978 verscheen de versie van Santana; als albumtrack op Inner Secrets, en als B-kant van de single Move On.
- De Puerto Ricaanse zangeres Mimi Maura nam het op als titelnummer van een album uit 2016 waarop ze met de Argentijnse band Los Aggrotones soulnummers in een rocksteadyjasje stak.